# Central Kladno
Central Kladno je obchodní centrum otevřené v březnu 2015.[chybí lepší zdroj] Vlastníkem nemovitosti je společnost KCC Development s.r.o.
Historie výstavby nákupního centra sahá do roku 2006, kdy byla založena společnost KCC Development. Na základě rozhodnutí majoritního vlastníka, v Nizozemsku registrované společnosti RPG Real Estate řízené českým podnikatelem Zdeňkem Bakalou, byl zakoupen nemovitý majetek v hodnotě 20 milionů korun. V roce 2009 byl zakoupen nemovitý majetek v hodnotě 9 milionů korun. Majoritní vlastník byl přejmenován na BXR Real Estate Investments (BXR REI). Na základě smlouvy uzavřené 30. listopadu 2012 mezi společníky BXR REI a CCI Czech Management vlastní oba společníci obchodní centrum napůl.